# Polyura athamas
Polyura athamas este o specie de fluture din Asia tropicală.  Face parte din familia Nymphalidae.